# El movimiento de los animales

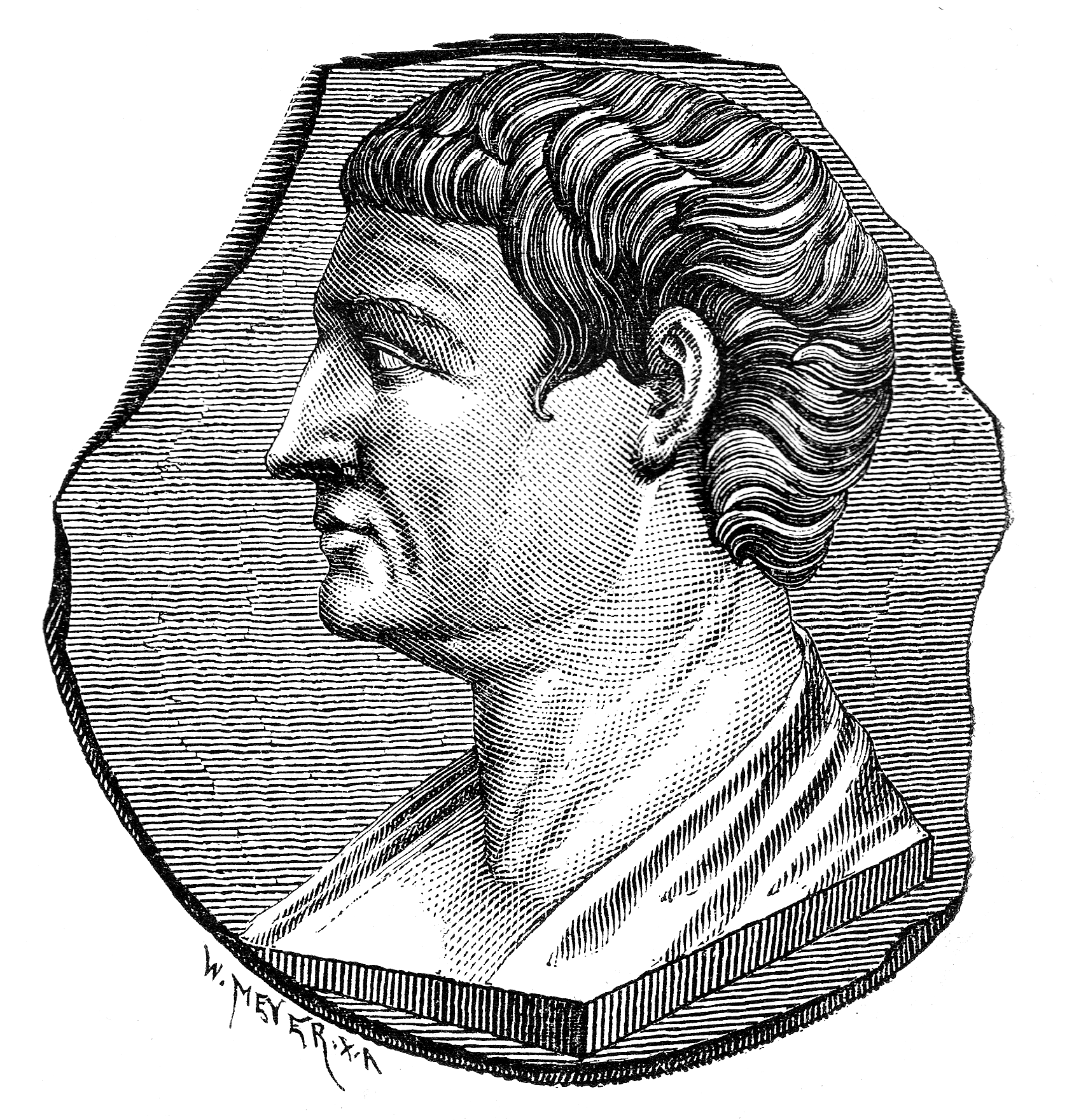
Aristóteles

El movimiento de los animales (en griego: Περὶ ζῴων κινήσεως; en latín: De Motu Animalium ) es uno de los principales obras de Aristóteles sobre biología. Establece los principios generales de la locomoción animal. La obra ha sido considerada como apócrifa por numerosos sabios, en gran parte a causa de una pretendida referencia que hace al De spiritu, pero la opinión reciente está a su favor.